# اونگوئیا
اونگوئیا (انگلیسی: Unguía) نام شهری در کشور کلمبیا است.